# 프란시스코 부요
프란시스코 '파코' 부요 산체스(스페인어: Francisco 'Paco' Buyo Sánchez, 1958년 1월 13일, 갈리시아 지방 베탄소스 ~)는 스페인의 전 축구 선수로, 현역 시절 골키퍼로 활약했었다.
그는 세비야와 레알 마드리드에서 활약한 것으로 알려져 있는데, 그는 542번의 라 리가 경기에 출전했는데, 이는 그의 은퇴 시점으로 역대 최다 출전 3위를 기록한 것이며, 후자의 구단에서는 12개의 주요 대회 우승을 거두었다.
약 10년간 스페인 국가대표로 활약한 부요는 두 차례의 UEFA 유럽 축구 선수권 대회에 참가했지만, 모두 후보 선수로 참가하는 데 그쳤다.

## 클럽 경력
부요는 라코루냐 주 베탄소스 출신이다. 14세의 나이에, 그는 인근의 우랄에서 축구를 시작했는데, 당시 그는 1년을 머물며 골키퍼와 우측 미드필더로 동시에 활동했는데, 그는 골대 사이에서 한번도 제압되지 않은 것은 물론 구단 내 최다 득점자였다.
부요가 프로 무대에 첫 발을 내디딘 구단은 당시 세군다 디비시온에 소속된 마요르카였다. 1시즌 후, 그는 데포르티보로 이적해 1980년까지 있다가 하카에서 군복무를 하면서 동시에 우에스카에서 임대로 활동했다. 그는 세비야에서 1980-81 시즌에 라 리가 데뷔전을 치렀는데, 시작부터 주전을 맡았다. 그는 세비야에서 6년을 활동해 242번의 공식 경기에 차출되었고, 스페인 국가대표팀에 처음으로 차출되기도 했다.
부요는 세비야의 활약상으로 레알 마드리드에 입단해 1986년부터 노쇠한 미겔 앙헬을 대신하게 되었다. 첫 시즌에 그는 44번의 리그 경기에 모두 출전했고, (당시시즌에 2라운드가 존재했다.) 레알 무르시아전 3-1 승리를 시작으로, 머랭 (Merengues) 이 리그 우승을 차지하는 데 큰 도움을 주었다. 그는 1997년, 39세에 은퇴하기 전까지 수도 연고의 구단에 남았다.
마드리드에서 부요가 거둔 국내대회 우승의 성과를 거둔 것과 달리, (리그 6회 우승, 코파 델 레이 2회 우승) 국제 대회에서는 큰 성공을 거두지 못했는데, 레알 마드리드는 당시 유러피언컵에서 번번이 무너졌다. 그러나, 그는 1986-87 시즌에 미셸 플라티니를 보유한 유벤투스와의 16강전에서 인상적인 활약을 펼쳤다. 스페인 구단이 1차전에서 1-0으로 이기자 이탈리아쪽 구단도 2차전에 같은 점수로 승부를 원점으로 돌렸고, 다음 라운드 진출 구단은 승부차기로 결정되었는데, 부요가 두 명의 주자를 막아 이길 수 있었다. 그는 두 번째 시즌에 사모라 트로피를 탔는데, 그 시즌에 35번의 리그 경기에서 23골만 내주었고, 1991-92 시즌에도 같은 경기 수만큼 치러 27골만 내주어 같은 상을 한번 더 탔다.
마드리드는 이후 부요를 수문장으로 두고 두 차례 리그를 더 우승했고, 한 번은 1994-95 시즌에 우승했는데, 그는 1994년 12월 3일부터 1995년 2월 12일까지 709분 리그 무실점을 기록했는데, 이는 스페인 리그 역대 최장 기간 5위에 해당하는 기록이다. 그의 마지막 현역 시즌에 구단은 또 우승을 거두었지만, 보도 일그너와 산티아고 카니사레스에 의해 세 번째 골키퍼로 밀려 출전하지 못했다. 그는 1부 리그 경기에 542번 출전해, 안도니 수비사레타와 에우세비오 사크리스탄에 이어 리그 최다 출전 3위를 기록했다.

## 국가대표팀
부요는 데포르티보 시절 스페인 U-21 국가대표팀에 차출되었다. 그는 1980년 하계 올림픽에 국가대표팀 선수단으로 참가했지만, 1라운드에서 탈락했다.
성인 국가대표팀 일원으로, 부요는 7차례 출전했으며, UEFA 유로 1984에서 준우승을 거둔 선수단의 일원이었다. 그가 처음 출전한 경기는 세비야에서 벌어진 몰타와의 예선전 경기로, 스페인은 이 경기에서 역사적인 12-1 대승을 거두었다.

## 은퇴 후
은퇴 후, 부요는 레알 마드리드 유소년 아카데미의 견습생 연령대의 감독을 맡았고, 레알 마드리드 C의 지휘봉도 잡았지만, 2008년에는 레알 하엔의 2군 감독을 맡았다.
그는 알자지라의 스포츠 분석가로도 근무했는데, 같은 방송사의 라리가와 UEFA 유로 2008의 중계도 맡았다.

## 수상

### 클럽
레알 마드리드
- 라 리가: 1986–87, 1987–88, 1988–89, 1989–90, 1994–95, 1996–97
- 코파 델 레이: 1988–89, 1992–93
- 수페르코파 데 에스파냐: 1988, 1989, 1990, 1993
- 코파 이베로아메리카나: 1994

### 국가대표팀
- UEFA 유럽 축구 선수권 대회 준우승: 1984

### 개인
- 트로페오 리카르도 사모라: 1987–88, 1991–92